# 新世界任务

Starshade.

新世界任务（New Worlds Mission）是一个由美國國家航空暨太空總署先進理念研究所（NIAC）資助的項目，由科羅拉多大學博爾德分校的韋伯斯特·凱希（Webster Cash）博士領導，並聯合波爾太空與技術公司、诺斯洛普·格鲁门、西南研究院和其他组织进行研究。这个项目计划在太空中建造一个遮星板来阻挡附近恒星的星光，以观察环绕它们运转的行星。这个计划有可能与一架现有的太空望远镜搭配工作，或许是已发射的詹姆斯·韦伯太空望远镜，也可能与一架经过优化的、专门使用可见光来观察系外行星的望远镜搭配工作。

## 目的
目前，直接觀測系外行星是非常困難的。這主要是由於：
1. 當進行天文觀測時，系外行星通常十分接近它们的母星。即使那些接近我们的、僅在幾光年之外的行星也是这样。这意味着，当寻找系外行星时，人们通常是从非常小的角度（几十毫角秒）来观察它们。在这麼小的角度下，观测行星是几乎不可能的。
2. 系外行星与他们的母星相比是十分暗淡的。通常情况下，母星比环绕它们的行星亮十亿倍。这使得我们几乎不可能看到淹没在强光下的行星。

观察这样一颗如此接近明亮恒星的暗淡行星是困难的，所以天文学家直接拍摄系外行星面临着重重障碍。迄今为止，只有少数的系外行星被拍照。第一个被拍照的系外行星是2M1207b，它环绕着母星2M1207运转。 天文学家之所以能够直接拍摄这颗行星是因为这是一颗不寻常的行星。特别的是，它不受上述两个条件的影响：2M1207b离它的母星非常远，大约55天文单位（约为太阳与海王星之间距离的两倍）；此外，这颗行星环绕一颗十分暗淡的、被叫做“褐矮星” 的恒星运转。因为这颗行星离它的暗淡母星如此的远，所以它没有淹没在母星的光芒中。然而，这是一个十分特殊的例子，并且不会对寻找能支持生命存在的、类似地球的的系外行星产生多少有用的影响。

## 设计

### 遮星板

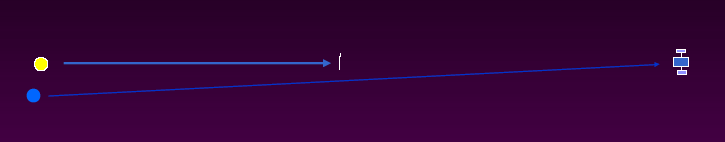
遮星板空间布局

为了克服在明亮星光中寻找晦暗的行星，科學家研發了「遮星板」以阻挡恒星的光芒。遮星板由直徑約20公尺的圓盤以及狀似花瓣的外圍組成，在發射時可捲成圓筒狀隨著太空望远镜進入太空。運行時會將自身展開，並固定在太空望远镜前數萬公里處，遮挡所有将到达該望遠鏡的恒星星光，以便觀察該恆星之行星。:44

## 任务目标
新世界任務目的是發現和分析類地系外行星：
1.偵測: 首先使用太空望遠鏡、遮星板或掩星方式直接偵測系外行星系統。
2.系統製圖： 在探測到行星之後，系統製圖將藉由探測與母星分離的行星亮光來直接成像行星系統。在足夠高質量的圖像中，行星將顯示為類似恆星的物體。系統的一系列圖像可以測量行星軌道，亮度和顏色等基本性質。
3.行星研究： 在這個階段對個別行星進行詳細研究。藉由低噪音水平和適度的信號，可以研究光譜和光度。光譜學允許科學家對大氣和行星表面進行化學分析，可能為宇宙存在生命提供線索。系統將偵測行星顏色和強度的變化，可以檢測海洋、大陸、極地和雲層。
4.行星成像：需要大幅提升能力才能實現真正的行星成像。干涉測量的技術顯示原則上這是可以實現的目標。根據行星的傾角，理論上可以繪製行星表面的百分之五十到一百不等。
5.行星評估： 太陽系外行星研究的最後一步是能夠像研究地球表面一樣研究這些遙遠的行星。需要非常大的用遠鏡收集足夠的光來解析和分析行星表面的小細節。然而，這類研究並不存在於可預見的未來，因為捕獲所需信號需要收集面積在數平方公里以上。

## 现状
凯什博士在2005年10月从NIAC获得了400,000美元用于该项目的初步研究。一个关于发现类任务的建议于2006年初提交给了NASA。2006年底，三个相互竞争的项目中将有一个被选出以进行下一步研究。
新世界任务研究团队与2008年从NASA获受了天体物理学战略性概念任务研究奖。